# Les Autels-Saint-Bazile

Les Autels-Saint-Bazile este o comună în departamentul Calvados, Franța. În 1 ianuarie 2018 avea o populație de 49 de locuitori.